# 世宗大王陵站
世宗大王陵站（：／ Sejongdaewangneung yeok */?）是京江線沿線的一座高架車站，位於韓國京畿道驪州市陵西面新池里。原先站名訂為「英陵站」（영릉역），後來在開通營運前改為現名。

## 車站結構
站體為2面2線側式月台的高架車站，候車月台設有月台幕門。

### 月台配置
| ↑ 夫鉢 |
| \| 下  |
| 驪州 ↓ |

| 月台 | 路線              | 目的地                               |
| ---- | ----------------- | ------------------------------------ |
| 上行 | ●首都圈電鐵京江線 | 夫鉢、利川、京畿廣州、二梅、板橋方向 |
| 下行 | ●首都圈電鐵京江線 | 驪州方向                             |

## 歷史
- 2016年9月24日：落成啟用。

## 車站周邊
- 陵西郵局
- 陵西面事務所
- 陵西初等學校

## 圖片

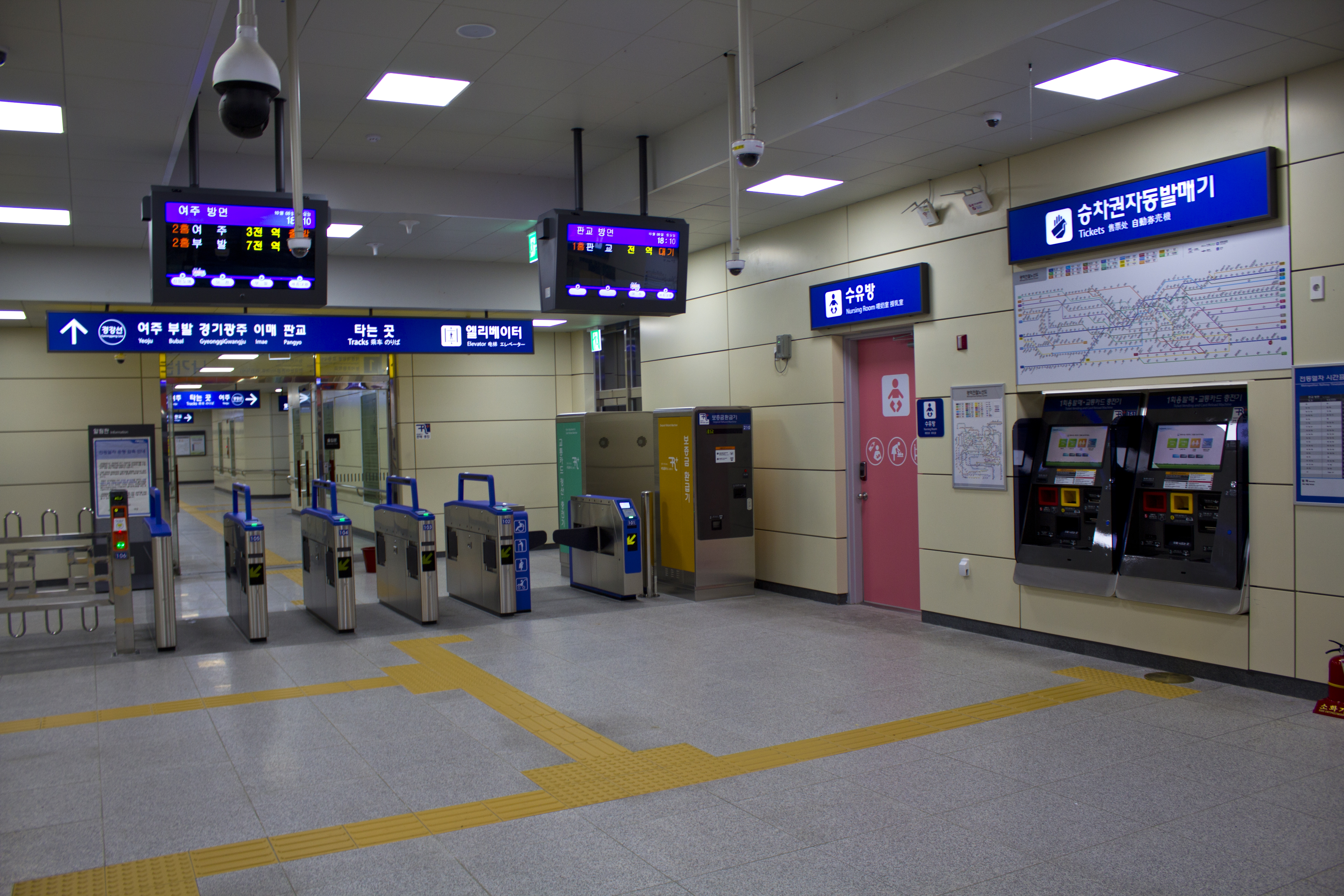
剪票閘口
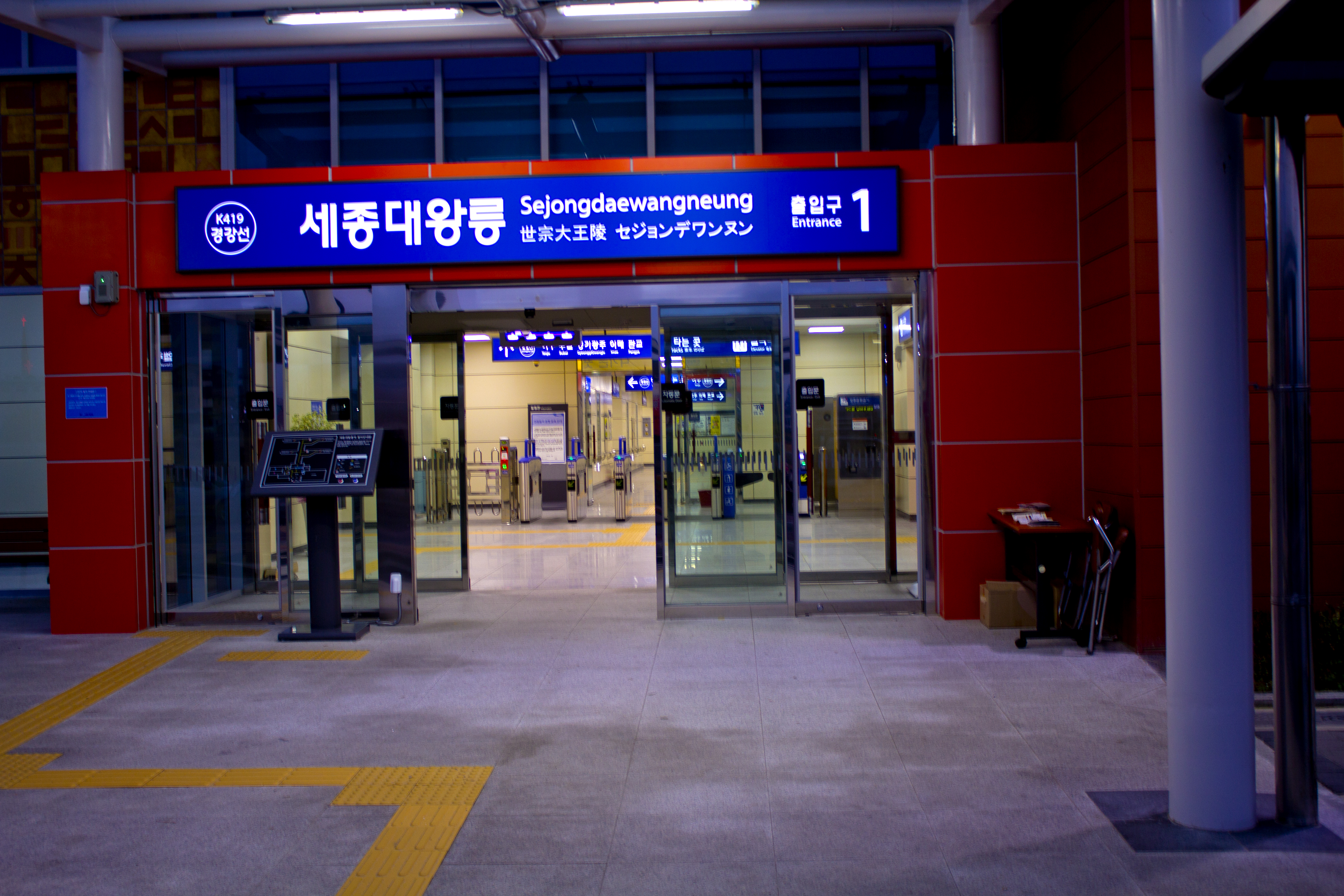
1號出口

## 相鄰車站
韓國鐵道公社
●首都圈電鐵京江線
夫鉢（K418）－世宗大王陵（K419）－驪州（K420）